# Rzeźby gwarków w Tarnowskich Górach
Rzeźby gwarków w Tarnowskich Górach – rzeźby plenerowe przedstawiające gwarków, odsłaniane corocznie od 2013 roku, znajdujące się w przestrzeni miasta Tarnowskie Góry.

## Geneza

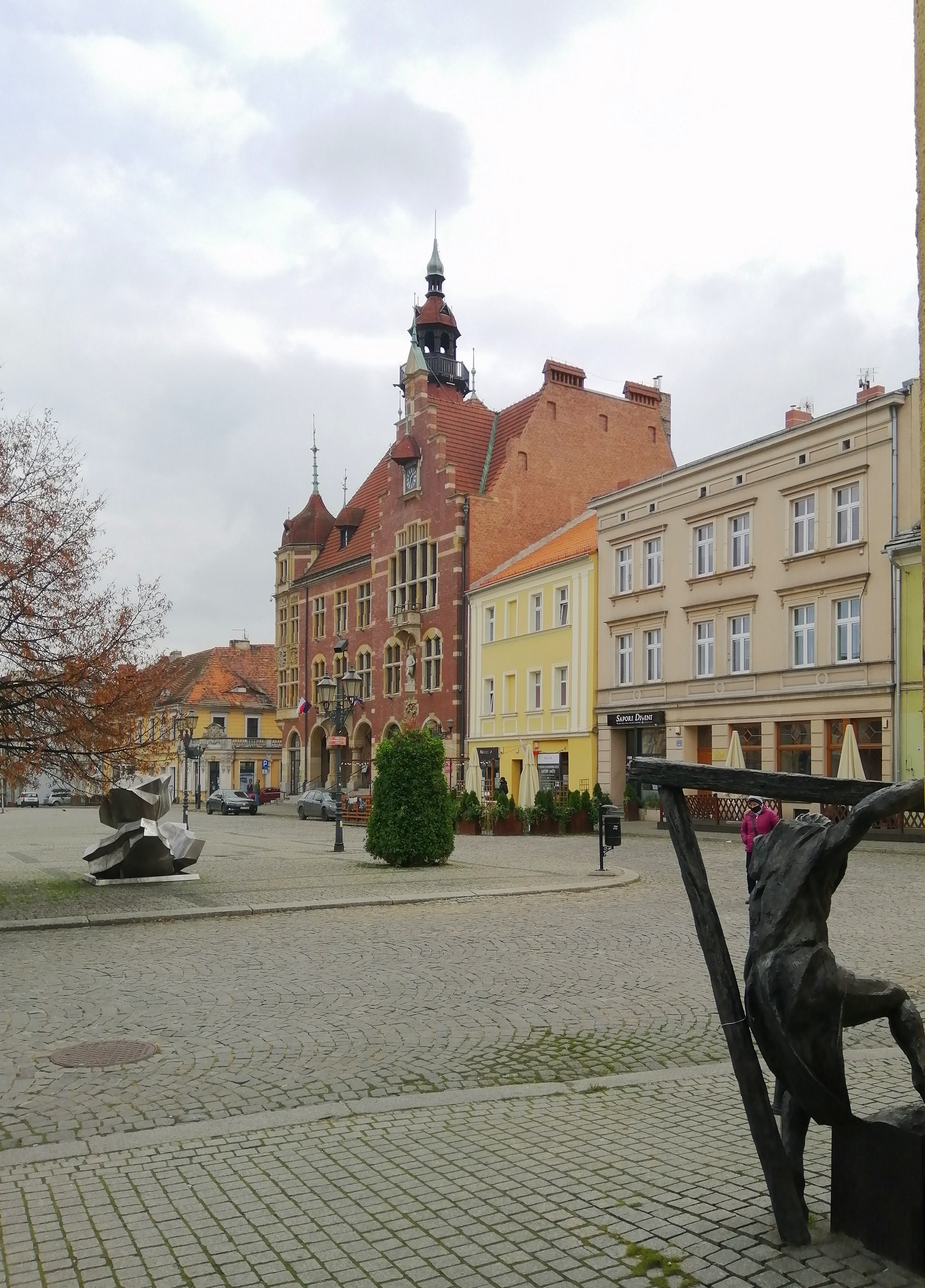
Rynek w Tarnowskich Górach, na pierwszym planie jedna z figur gwarków

Pojęcie gwarków jest bardzo mocno zakorzenione w tradycji Tarnowskich Gór, a samo miasto bywa nazywane Miastem Gwarków. Funkcjonuje tu spółdzielnia mieszkaniowa „Gwarek”, wydawany jest tygodnik Gwarek oraz działa klub sportowy TS Gwarek.
Choć potocznie przyjęło się używanie słowa „gwarkowie” na określenie dawnych górników, którzy od XVI wieku w okolicach obecnego miasta wydobywali rudy srebra i ołowiu, to byli to tak naprawdę udziałowcy lub właściciele kopalń; samo słowo pochodzi od niemieckiego Gewerke. Ponieważ wszystkie kopaliny uważano wówczas za własność królewską lub książęcą (regale), gwarkowie na prowadzenie kopalń uzyskać musieli zgodę monarchy, odprowadzając w zamian daninę, zwaną olborą. Odpowiednikiem dzisiejszego słowa „górnik” jako określenia pracownika danej kopalni był „kopacz” i to właśnie kopaczy przedstawiają rzeźby.
Innym upamiętnieniem gwarków są organizowane od 1957 roku Gwarki Tarnogórskie – dni miasta, podczas których odbywają się występy artystyczne, warsztaty czy konferencje naukowe, a także historyczny pochód, będący punktem kulminacyjnym imprezy, w którym pojawiają się górnicy, Skarbnik czy chłop Rybka, czyli postaci związane z górnictwem, a także założyciele miasta, jego mieszczanie, burmistrzowie i znamienici goście, których gościło na przestrzeni wieków.

## Historia
Jako inspirację dla rzeźb gwarków wskazuje się figurki wrocławskich krasnali. Do grudnia 2024 roku w mieście pojawiło się dwanaście rzeźb gwarków.
Pierwsza rzeźba została odsłonięta u zbiegu ulic Krakowskiej i Tylnej podczas Gwarków we wrześniu 2013 roku. Figura o wysokości 1,6 m wykonana została według projektu rzeźbiarza Norberta Jastalskiego z Zabrza. Przedstawiona postać wychodzi z chodnika górniczego po zakończonej szychcie i trzyma w ręce niewielką lampkę górniczą. Zasilające ją dwa panele słoneczne umieszczone są w znajdującej się nad głową gwarka belce, która wskazuje również w kierunku tarnogórskiego Rynku. Kolejne rzeźby autorstwa Jastalskiego stanęły przed dworcem autobusowym przy ul. Pokoju (we wrześniu 2014 roku) oraz na Rynku, przy zabytkowych podcieniach u wylotu ul. Przesmyk (we wrześniu 2015 roku).
W 2016 roku rzeźbę gwarka autorstwa Alojzego Niedbały, twórcy ludowego z Bobrownik Śląskich, odsłonięto 16 grudnia na rondzie u zbiegu ulic Kaczyniec, Nałkowskiej i Św. Jacka. W kolejnych latach rzeźby autorstwa Niedbały odsłaniano 4 grudnia (w Barbórkę) w Śródmieściu na placu u zbiegu ulic Opolskiej, Teofila Królika i Józefa Cebuli (2017), w Bobrownikach przy ul. Głównej (2018) i w Reptach Śląskich koło Źródełka Młodości (2019).
Ósmą figurę gwarka, odlaną na podstawie rzeźby tarnogórskiego artysty Jerzego Liska, odsłonięto 4 grudnia 2020 roku przed najstarszym w mieście kościołem św. Marcina w Starych Tarnowicach. W 2021 roku rzeźba inspirowana pracą Szymona Malinowskiego stanęła na skwerze przy filii Tarnogórskiego Centrum Kultury w Opatowicach. W 2022 roku kolejnego gwarka, którego koszt wykonania wyniósł 40 tys. złotych, ustawiono na skwerze u zbiegu ulic Stromej i Kopernika w dzielnicy Osada Jana. W 2023 roku jedenasta rzeźba została ustawiona w dzielnicy Pniowiec. Dwunastą rzeźbę odsłonięto w grudniu 2024 roku w dzielnicy Lasowice.

## Galeria gwarków
| Lp. | Zdjęcie | Lokalizacja | Autor                                   | Data odsłonięcia | Źródło        |
| --- | ------- | --- | --------------------------------------- | ---------------- | ------------- |
| 1   |         | Skrzyżowanie ul. Krakowskiej i Tylnej 50°26′39″N 18°51′32″E/50,444167 18,858917                                     | Norbert Jastalski                       | 6 września 2013  | [ 13 ] [ 12 ] |
| 2   |         | ul. Pokoju, przed dworcem autobusowym 50°26′50″N 18°51′47″E/50,447139 18,863111                                     | Norbert Jastalski                       | 5 września 2014  | [ 14 ]        |
| 3   |         | Rynek, przy podcieniach, u wylotu ul. Przesmyk 50°26′40″N 18°51′18″E/50,444528 18,854861                            | Norbert Jastalski                       | 5 września 2015  | [ 15 ]        |
| 4   |         | Rondo u zbiegu ul. Nałkowskiej, Św. Jacka i Kaczyniec 50°26′34″N 18°51′25″E/50,442889 18,856861                     | Alojzy Niedbała                         | 16 grudnia 2016  | [ 16 ]        |
| 5   |         | Plac u zbiegu ul. Opolskiej, Królika i Cebuli 50°26′44″N 18°51′11″E/50,445444 18,853139                             | Alojzy Niedbała                         | 4 grudnia 2017   | [ 17 ]        |
| 6   |         | Bobrowniki Śląskie, plac przy ul. Głównej 50°25′25″N 18°51′53″E/50,423583 18,864611                                 | Alojzy Niedbała                         | 4 grudnia 2018   | [ 18 ]        |
| 7   |         | Repty Śląskie, ul. Waliski, w okolicy Źródełka Młodości 50°25′13″N 18°49′03″E/50,420194 18,817417                   | Alojzy Niedbała                         | 4 grudnia 2019   | [ 19 ]        |
| 8   |         | Stare Tarnowice, ul. Niedziałkowskiego, przed kościołem św. Marcina 50°26′24″N 18°49′10″E/50,439944 18,819472       | Jerzy Lisek                             | 4 grudnia 2020   | [ 8 ]         |
| 9   |         | Opatowice, ul. Pastuszki, skwer przy filii Tarnogórskiego Centrum Kultury 50°27′22″N 18°48′56″E/50,456194 18,815500 | inspirowany pracą Szymona Malinowskiego | 4 grudnia 2021   | [ 20 ]        |
| 10  |         | Osada Jana, skwer przy ul. Kopernika i Stromej 50°26′19″N 18°51′58″E/50,438583 18,866111                            |                                         | 3 grudnia 2022   | [ 26 ]        |
| 11  |         | Pniowiec, skrzyżowanie ul. Jagodowej i Okrężnej 50°29′42″N 18°49′04″E/50,495111 18,817667                           |                                         | 2 grudnia 2023   | [ 25 ]        |
| 12  |         | Lasowice, skrzyżowanie ul. Andersa i Leśnej 50°27′02″N 18°52′54″E/50,450444 18,881750                               | Karolina Piechota                       | 4 grudnia 2024   | [ 11 ]        |